# Rio Budoş (Pădureni)
O Rio Budoş é um rio da Romênia afluente do Rio Pădureni, localizado no distrito de Covasna.